# Leisi
Leisi (em estoniano:  Leisi vald) é um município rural estoniano localizado na região de Saaremaa.